# Rathaus (Wemding)

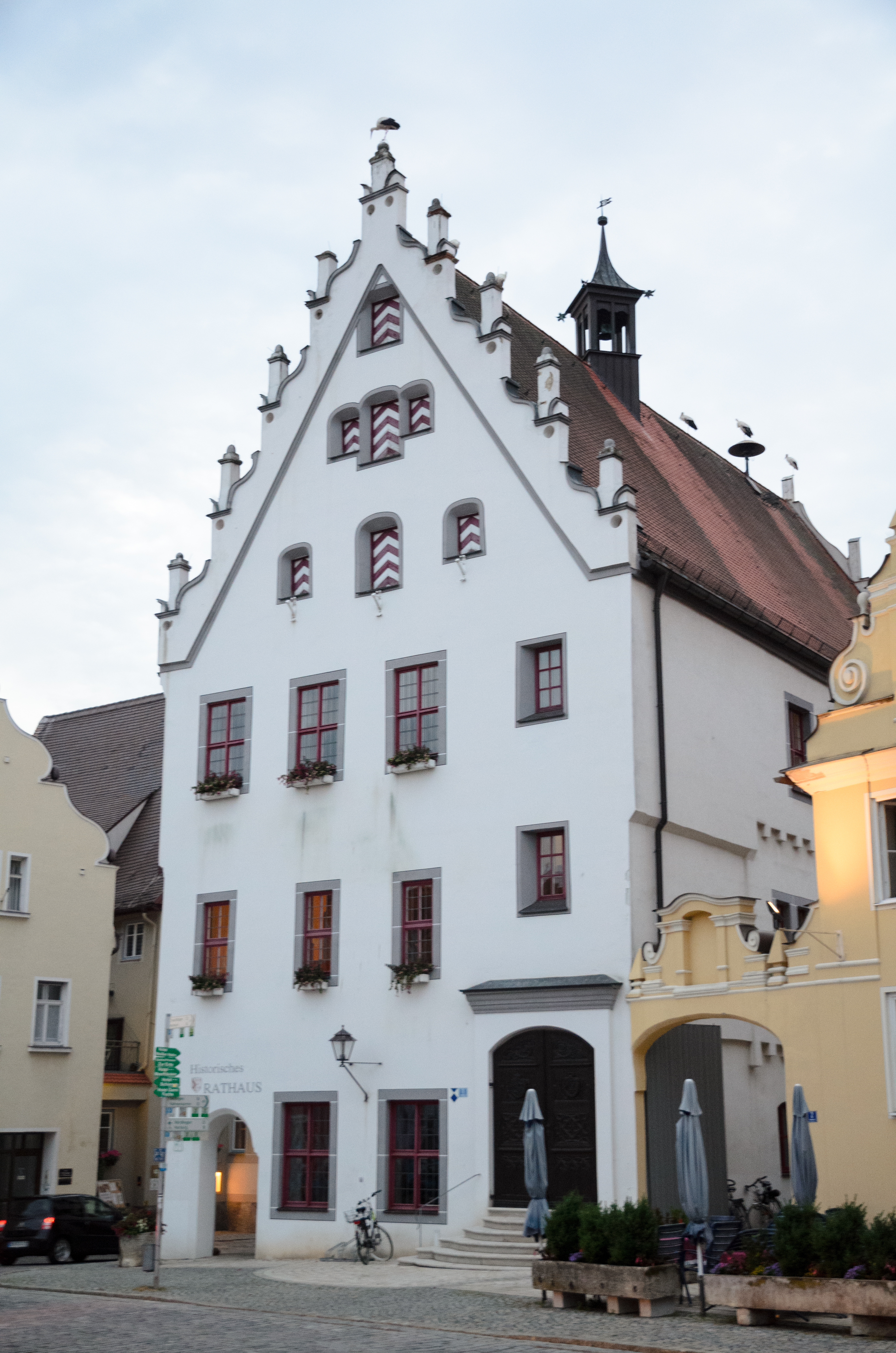
Rathaus in Wemding

Das Rathaus in Wemding, einer Stadt im Landkreis Donau-Ries im bayerischen Regierungsbezirk Schwaben, wurde 1551/52 errichtet. Das Rathaus am Marktplatz 1, anstelle eines Vorgängerbaus errichtet, ist ein geschütztes Baudenkmal.
Der dreigeschossige Satteldachbau mit dreigeschossigem, mit Zinnen, Kugelaufsätzen und geschweiften Gesimsstücken besetztem Giebel und Dachreiter mit Glocke besitzt ein massives Erdgeschoss. Eine Freitreppe führt an der Ecke zum Haupteingang mit neugotischem Portal. Im Westen befindet sich ein gewölbter Arkadengang und die ehemalige Schranne. Das Obergeschoss ist seitlich vorkragend und in Fachwerkbauweise errichtet. Das zweite Obergeschoss ist ebenfalls vorkragend aber massiv gemauert.
Das Rathaus am Marktplatz 3 ist Sitz der Stadtverwaltung und der am 1. Mai 1978 gegründeten Verwaltungsgemeinschaft Wemding.